# DV Большого Пса
DV Большого Пса (лат. DV Canis Majoris) — одиночная переменная звезда в созвездии Большого Пса на расстоянии (вычисленном из значения параллакса) приблизительно 3003 световых лет (около 921 парсека) от Солнца. Видимая звёздная величина звезды — от +13,6m до +12,8m.

## Характеристики
DV Большого Пса — красная пульсирующая полуправильная переменная звезда типа SRB (SRB) спектрального класса M6.